# Faucaria felina
Faucaria felina és una espècie de planta suculenta que pertany a la família de les aïzoàcies. És originària de Sud-àfrica.

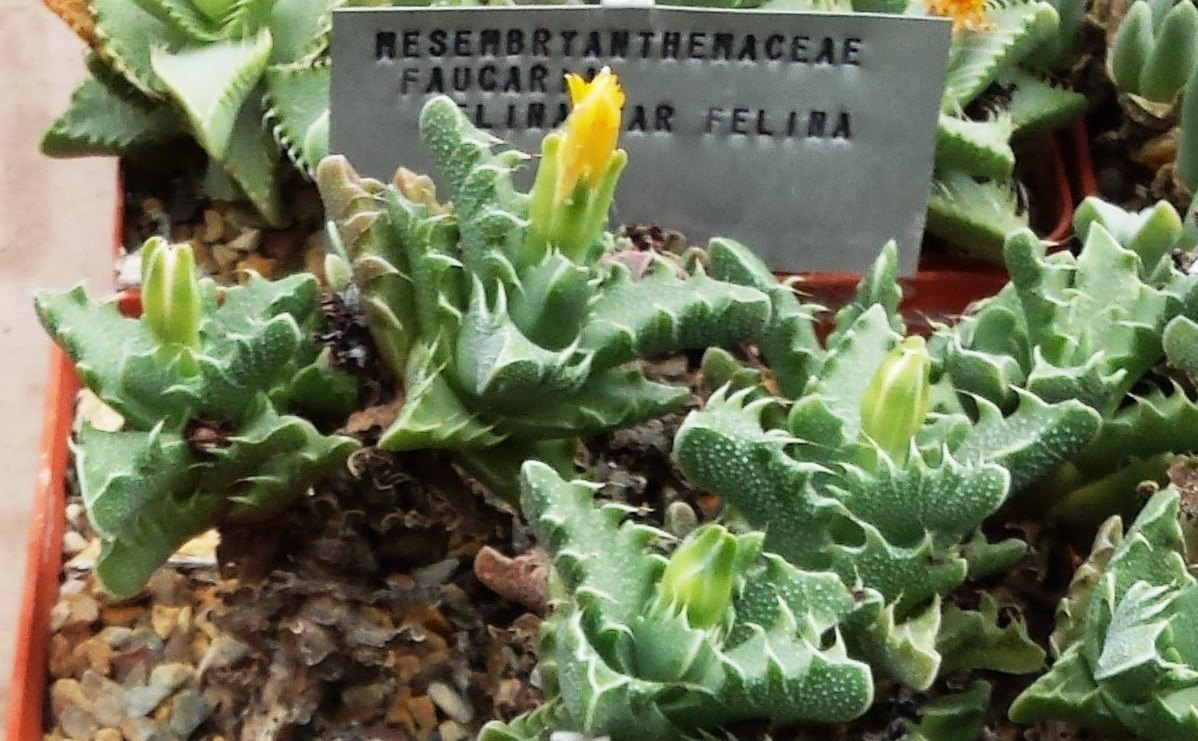
Vista de la planta

## Descripció
És una petita planta suculenta perennifòlia que assoleix una mida de 8 cm d'altura a una altitud de 450 - 930 metres i creix concretament a la província sud-africana del Cap Oriental.
Creix en forma de roseta sobre una curta tija d'arrels carnoses. Cada roseta és composta per entre 6 o 8 fulles decusades i gruixudes, gairebé semicilíndriques a la zona basal, on es tendeixen a convertir en aquillades cap a la meitat, són de forma romboïdal o entre espatulada i una mica allargada a lanceolada, en els marges tenen uns agullons cartilaginosos molt corbats cap a l'interior i freqüentment amb arestes.

## Taxonomia
Faucaria felina va ser descrit per (L.) Schwantes i publicat en Zeitschrift für Sukkulentenkunde. Berlín 2: 177. 1926.
Etimologia
Faucaria: nom genèric que deriva de la paraula fauces = 'boca', en al·lusió a l'aspecte de boca que tenen les fulles de la planta.
felina: epítet.
Varietats
- Faucaria felina subsp. britteniae (L. Bolus) L. E. Groen
- Faucaria felina subsp. tuberculosa (Rolfe) L. E. Groen

Sinonímia
- Mesembryanthemum ringens ß felinum L. basiònim
- Mesembryanthemum felinum (L.) Weston
- Faucaria lupina (Haw.) Schwantes
- Mesembryanthemum lupinum Haw. (1824)
- Faucaria acutipetala L. Bolus (1934)
- Faucaria candida L. Bolus (1937)
- Faucaria cradockensis L. Bolus (1934)
- Faucaria crassisepala L. Bolus (1934)
- Faucaria duncanii L. Bolus (1933)
- Faucaria felina var. jamesii L. Bolus
- Faucaria kingiae L. Bolus (1937)
- Faucaria latipetala L. Bolus (1934)
- Faucaria laxipetala L. Bolus (1934)
- Faucaria longidens L. Bolus (1934)
- Faucaria longifolia L. Bolus (1934)
- Faucaria militaris Tischer
- Faucaria montana L. Bolus (1934)
- Faucaria multidens L. Bolus (1934)
- Faucaria multidens var. paardeportensis L. Bolus
- Faucaria plana L. Bolus (1937)
- Faucaria ryneveldiae L. Bolus (1934)
- Faucaria uniondalensis L. Bolus (1937)
- Faucaria jamesii L. Bolus ex-Tischer